# Dolichopeza (Nesopeza) vitrea
Dolichopeza (Nesopeza) vitrea is een tweevleugelige uit de familie langpootmuggen (Tipulidae). De soort komt voor in het Oriëntaals gebied.